# Гезе-Ленде
Гезе-Ленде (нід. Heeze-Leende) — муніципалітет у Нідерландах, у провінції Північний Брабант.
До складу муніципалітету входять місто Гезе, села Ленде і Стерксел.

## Топографія
Нідерландська топографічна карта муніципалітету Гезе-Ленде, червень 2015 року

## Галерея

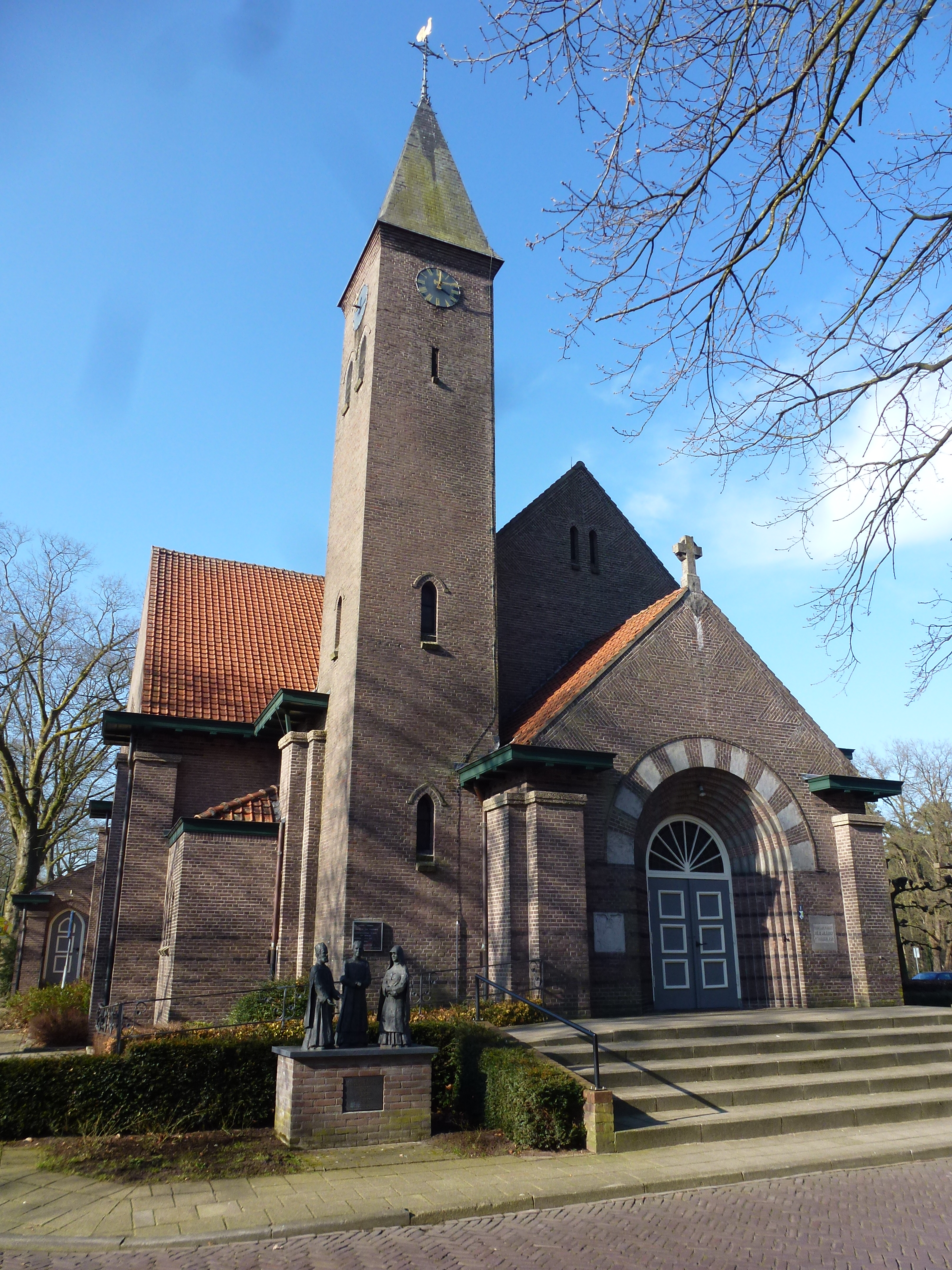
Церква св. Катарини
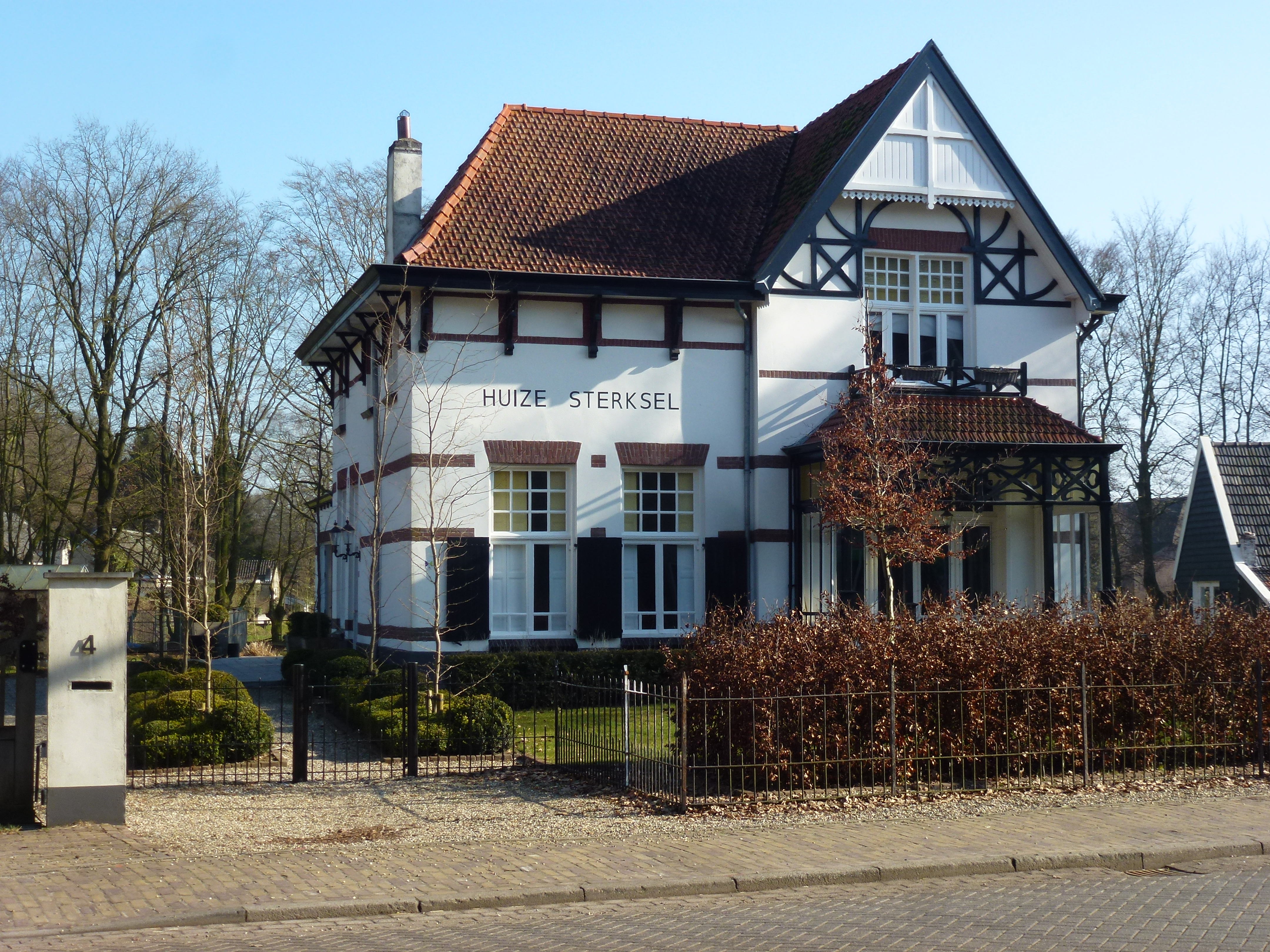
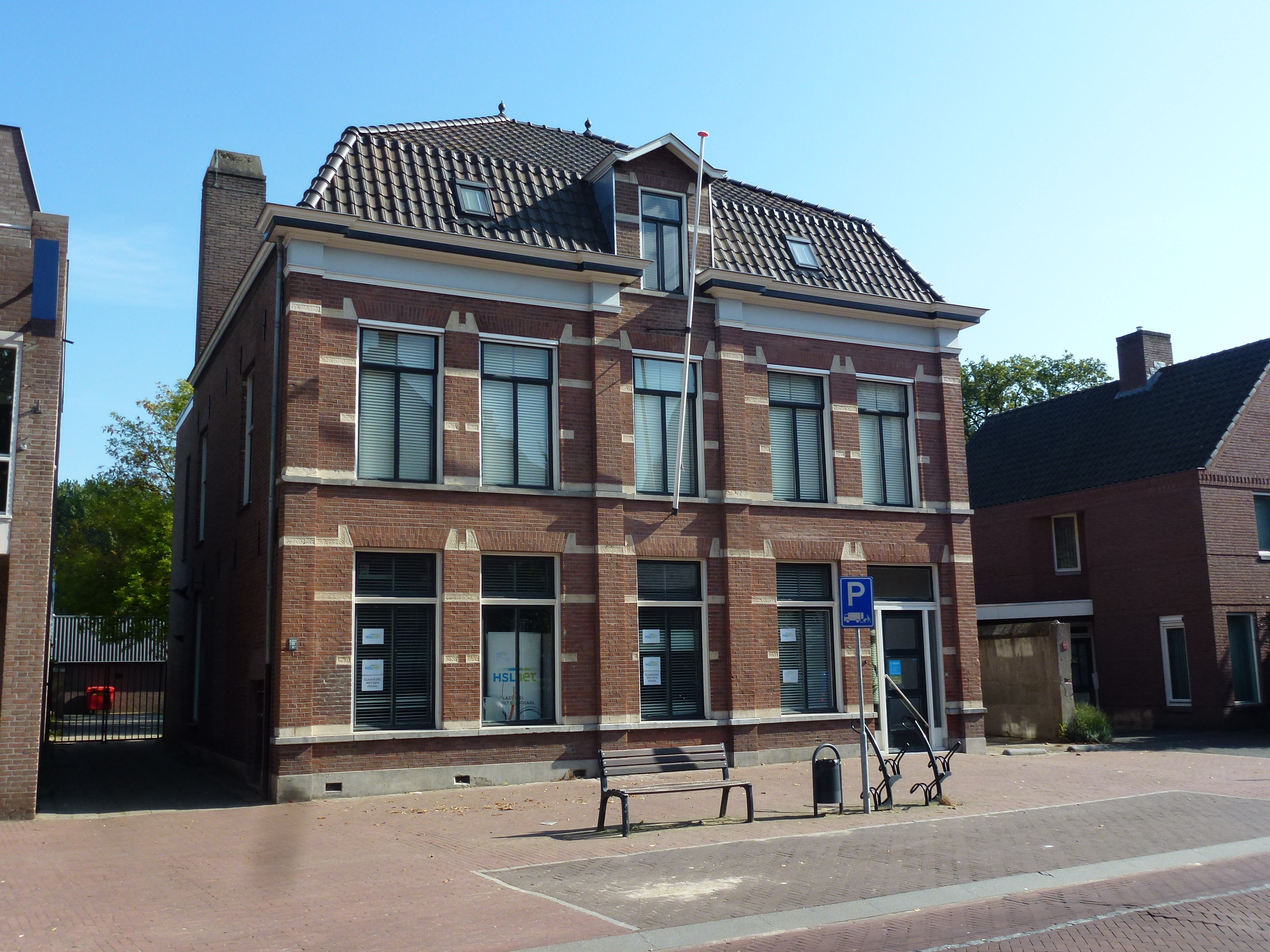
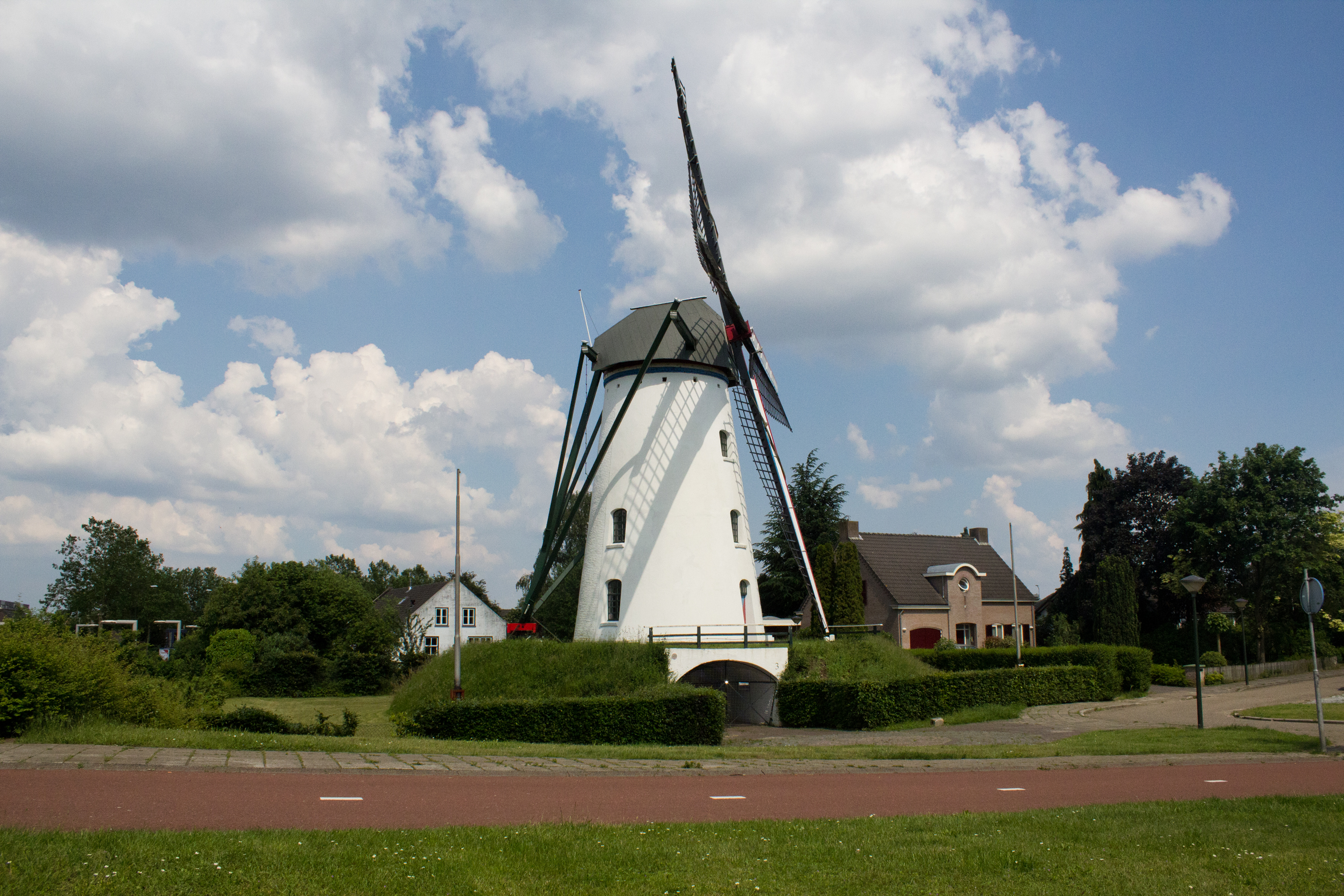
Вітряк у селі